# Antocha (Orimargula) hintoni
Antocha (Orimargula) hintoni is een tweevleugelige uit de familie steltmuggen (Limoniidae). De soort komt voor in het Afrotropisch gebied.